# پیش‌سم‌دارها
پیش‌سم‌دارها (نام علمی: Protungulatum) ("نخستین سم‌دار") یک سردهٔ منقرض‌شده از پستانداران هوددان در خانوادهٔ منقرض‌شدهٔ Protungulatidae است، و احتمالاً یکی از نخستین پستانداران جفت‌دار شناخته‌شده از رکورد سنگواره‌ای است که از کرتاسه پسین تا آغاز پالئوسن در آمریکای شمالی می‌زیستند.